# Йован Йованович Пижон
Йован М. Йованович – Пижон (на сръбски: Јован М. Јовановић Пижон или Jovan M. Jovanović Pižon) e сръбски дипломат, политик, министър, деец на сръбската пропаганда в Македония и писател.
Министър на външните работи на Сърбия (18 юни – 27 август 1912), посланик на Сърбия във Виена (1912 – 1914) и Лондон (1915 – 1918), посланик на Югославия във Вашингтон (1919 – 1920).

## Биография

### Ранни години
Йованович е роден на 3 септември 1869 година в Белград, Сърбия. В Белград завършва основно училище и гимназия. В 1891 година завършва Юридическия факултет на Великата школа в Белград, след което става лисансие по право в Париж. След завръщането си получава прякора Пижон, конте, заради френския му начин на обличане.
В 1892 година постъпва на работа като писар в Белградския градски съд. От 1900 до 1901 година е извънреден професор по дипломатическо право във Великата школа. В 1903 година за кратко е секретар в Министерството на финансите.

### Сръбски дипломат
В 1903 година постъпва на дипломатическа служба. Изпращан е на мисии в Белград, Цариград, София, Скопие, Атина, Кайро, Цетине. В края на 1903 – 1904 година с фокусирането на Русия към Далечния Изток, тежестта на Австро-Унгария на Балканите става много силна и България и Сърбия, въпреки проблемите помежду си, започват преговори за съюзен договор. През декември 1903 година Пижон е изпратен от министър-председателя Никола Пашич в София. Макар главните преговори за българо-сръбски договор да се водят в Белград, в София Пижон развива активност и показва дипломатическа гъвкавост по Македонския въпрос – основния препъни камък между София и Белград. През март 1904 година е сключен явен Приятелски договор за бъдещ митнически съюз и таен съюзнически договор. Поради задълбочените разногласия за Македония политическият договор не влиза в сила, а на икономическия в 1905 година се противопоставя Австро-Унгария, но тези споразумения са първата стъпка към Балканския съюз в 1912 година.
През есента на 1904 година Пижон се връща в Белград и е назначен за шеф на консулския отдел на Външното министерство. Отделът има за основна задача да ръководи действията на сръбските чети в Македония и цялата сръбската въоръжена пропаганда в областта. По Македонския въпрос Пижон възприема мнението на Йован Цвиич, че македонските славяни са плаваща маса с неясно национално съзнание и ще станат сърби или българи в зависимост от това кой пръв ги освободи от османска власт. Познанията си за Македония, основани на личния опит и познаването на историята, Пижон по-късно демонстрира в студията си „Јужна Србија од краја ХVIII века до ослобођења“ (Южна Сърбия от края на XVIII век до освобождението), която според по-късните историци дава много ценни сведения за сръбските църковни, политически и революционни действия в Македония, в много от които Йованович лично участва.
В критичните дни на 1906 година, когато избухва Свинската митническа война между Австро-Унгария и Сърбия, министър-председателят Никола Пашич изпраща Пижон в Атина, а след това в Кайро, за да потърси нови начини за износ на сръбските стоки. След това е изпратен като дипломатически представител в Черна гора, където добрите отношения са затормозени от династичното съперничество между Петър I Караджорджевич и Никола Ι Петрович.
Младотурската революция от лятото на 1908 година изменя положението в Македония и за известно време дава преднина на политическите, а не на революционните действия. Сръбската дипломация вижда възможност за разширяване на сръбското дело в областта. Премиерът Стоян Новакович, известен познавач на македонските дела, изпраща Пижон през октомври 1909 година за сръбски генерален консул в Скопие. На този пост го задържа и Милован Милованович, външният министър на следващото правителство на Никола Пашич. Скопие е център на сръбските просветни и църковни усилия в Македония – там има сръбска митрополия, гимназия, педагогическо училище и национално-културни сдружения. Йованович работи със сръбските водачи, поддържа Сръбската демократическа лига и така наречената Организация на сръбския народ в Отоманското царство, служейки за проводник и едновременно инициатор на политиките, идващи от Белград. След началото на политиката на отоманизация на младотурците, сръбското четническо движение отново е възстановено. Йованович поддържа лични връзки с основните войводи и офицерите от Черна ръка.
В 1911 година Милованович връща Пижон в Белград и го прави началник във външното министерство, тъй като уменията му са нужни в тежките съюзни преговори с България. Йованович участва непосредствено в тях, в тясно сътрудничество с Милованович и Пашич, като поддържа компромисната позиция на Милованович, която в крайна сметка надделява и води до сключването на Балканския съюз.
След смъртта на Милованович на 18 юни 1912 година още същия ден Пижон е назначен за негов приемник като външен министър на Сърбия в правителството на Марко Трифкович. Поради очертаващата се война с Османската империя на 27 август 1912 година постът външен министър е поет от премиера Пашич, но ръководството на министерството си остава в ръцете на Йованович, поради заетостта на Пашич във Върховното командване.
Сръбските успехи в Балканската война притесняват силно Австро-Унгария, която иска Сърбия да напусне Драч и цялата окупирана адриатическа област. Двете страни се изправят пред война. Руската дипломация, начело с министър Сергей Сазонов и посланика в Белград Николай Хартвиг, тласкат Сърбия към война, на което се противопоставя умереният Йованович. В тази обстановка Пашич изпраща Йованович като посланик във Виена с нелесната задача – силна съпротива, конфликт в никакъв случай. Йованович е приет неприязнено от аристократичните и военните кръгове в австро-унгарската столица. Престолонаследникът Франц Фердинанд отказва да го приеме, въпреки че Йованович многократно иска аудиенция. Пред единодушния натиск на Великите сили Сърбия е принудена да напусне Северна Албания и да признае новата албанска държава.
При очертаващия се конфликт с България в началото на 1913 година, Йованович като виенски посланик отново показва умереност. Макар против отстъпки на България в Македония, той не е съгласен с въвличането на Османската империя в сръбско-българския спор, тъй като това би отчуждило Сърбия от славянството и Европа. Заедно с Миленко Веснич се противопоставя на прекомерното отслабване на България, смятайки, че тя трябва да бъде превръщана в непримирим неприятел в бъдеще. След сръбската победа в Брегалнишката битка в Междусъюзническата война Йованович пише на Пашич: „Ако тази война задържи, и сърби, и българи ще излязат ранени и отслабени“. Така Йованович иска балканско равновесие със Сърбия като негов стожер.
В началото на юни 1914 година като посланик във Виена Йованович предупреждава министъра на Босна Леон Билински, че Франц Фердинанд може да бъде убит в Босна. Това след Сараевското убийство се тълкува в Австро-Унгария като доказателство, че Сърбия е знаела за подготовката на атентата. След избухването на войната, Йованович е назначен за заместник-министър на външните работи и заедно с правителството след разгрома в 1915 година преживява оттеглянето през Албания и Корфу до Солун. С развоя на войната и на идеята за южнославянско обединение, през юли 1916 година Йованович е изпратен като посланик в Лондон, където остава до края на войната. Неговата дейност е фокусирана в 2 направления – поддръжка за Сърбия във войната и спечелване на общественото мнение за създаване на Югославия след края на войната.
Йованович се озовава в конфликта между Югославския комитет и сръбското правителство на Корфу. Пашич вижда в Комитета само пропагандно тяло за обединението, докато Комитетът се смята за равноправен на сръбското правителство при определяне на съдбата на бъдещата държава. Йованович, привърженик на югославянството, е по-близо до становищата на Комитета, но е подчинен на реалиста Пашич. Йованович споделя становището на значителен брой интелектуалци от Сърбия и на сръбските опозиционни лидери, че Пашич със своята неопределеност предизвика подозрение от други югославяни от гледна точка на тяхното участие и начините на организиране на бъдещата съвместна държава. Йованович си предстява бъдещата Югославия като демократична държава, с местно самоуправление, но унитарна, без автономни формирования. Заради тези си становища Йованович постепенно се отдалечава от Пашич, което води до скъсване след края на войната. Финалното скъсване настъпва при конфликта на Йованович със Стоян Протич по повод решенията на Женевската конференция за обединение на дуалистична основа – от една страна Сърбия и Черна гора и от друга австро-унгарските югославяни.

### Югославски политик
На 1 декември 1918 година е създадена новата държава Кралство на сърби, хървати и словенци, което е преименувано на Кралство Югославия през 1929 г.
През декември 1918 г. Йованович е отзован от Лондон. Критикуван е, че не е бранил достатъчно позициите на правителството. Посланик е на Югославия във Вашингтон. Пенсионира се от външното министерство през 1920 г.
Пижон е съосновател в 1920 година и председател на Главния комитет на Съюза на земеделците (1923 – 1939), а според Яша Проданович е „истинският шеф“ на партията. Новата партия залага в програмата си новости като всеобщо избирателно право и за двата пола, безплатно лечение и премахване на смъртното наказание, съсловно представителство и ограничаване на правата на едрите земевладелци в полза на обработващите земята. Пижон е депутат в Учредителната скупщина (1920 – 1921), както и в последвалите скупщини от 1923 до 1939 година, но не участва в правителствата. Умереният държавник, макар и монархист, е сред водачите на Обединената опозиция срещу Шестоянуарската диктатура на крал Александър I Караджорджевич. В 1928 година след убийството на Степан Радич пише разочаровано на Сетън-Уотсън „Има Югославия, но няма югославяни“. Пише под псевдонима Инострани в „Сръбски книжовен гласник“. Преди смъртта си обръща внимание на надигащия се нацизъм и на опасността от анексия на Австрия и е разочарован от Владимир Мачек, който според него е изиграл сръбската опозиция.
Умира в Охрид, Кралство Югославия, на 20 юни 1939 година.